# Droga ekspresowa S10
Die Droga ekspresowa S10 (poln. für ‚Schnellstraße S10‘) ist eine zum Teil fertiggestellte, größtenteils geplante Schnellstraße in Polen und soll teilweise entlang der Landesstraße 10 die Hafenstadt Szczecin über Bydgoszcz, Toruń, Płock und Nowy Dwór Mazowiecki mit Wołomin im Großraum Warschau verbinden. Zwischen Toruń und Wołomin soll sie komplett auf einer neuen Strecke geführt werden. Auf einer Länge von 530 km wird die Straßenverbindung vier Woiwodschaften durchziehen.

## Planungsgeschichte
Weder der Schnellstraßen-Netzplan Polens aus dem Jahre 1945, noch der des Jahres 1946 enthielt eine Strecke, die die mit der heutigen S10 vorgesehene Verbindung herstellen sollte. 1963 war erstmals ein Streckenzug von Bydgoszcz über Toruń nach Warszawa vorgesehen, hingegen fehlte nach wie vor die Linie Szczecin – Bydgoszcz. Erst 1971 findet sich eine Planung, die der heutigen Trasse der S10 sehr ähnelt. Fünf Jahre später enthielt der Netzplan die Strecke Szczecin–Toruń, zweigte jedoch südlich von der heutigen A1 im Raum Włocławek ab und führte entlang der heutigen Landesstraße 62 über Płock in Richtung Warschau. Von 1985 bis 2015 war der Streckenverlauf der S10 von Stettin über Bydgoszcz, Toruń und Lipno, Skępe, Sierpc nach Płońsk geplant, wo sie auf die Schnellstraße S7 (Danzig–Warschau) treffen sollte. Die Gesamtlänge betrug etwa 455 km. Am 13. Oktober 2015 wurde mit einem Beschluss der Regierung der Straßenverlauf dahingehend geändert, dass die S10 nun von Lipno über Płock entlang der Landesstraße 62 nach Nowy Dwór Mazowiecki führen, dort die S7 kreuzen, und weiterhin bis Wołomin zur Schnellstraße S8 verlängert werden soll. Mit diesen Änderungen wird vor allem die Großstadt Płock als Wirtschaftsstandort an das Fernstraßennetz angebunden und eine weiträumige Nordumgehung Warschaus von Nowy Dwór Mazowiecki (S7) über Legionowo bis Wołomin (S8) geschaffen, die die bestehende S8 im Stadtgebiet Warschaus entlasten soll.

## Fertiggestellte Abschnitte
| Abschnitt                                                                           | Länge               | Bauzeit                                         | Baukosten                                       | Verkehrsübergabe                                | Anmerkungen                             |
| ----------------------------------------------------------------------------------- | ------------------- | ----------------------------------------------- | ----------------------------------------------- | ----------------------------------------------- | --------------------------------------- |
| Stadtgrenze Stettin – Knoten Kobylanka                                              | 006,5 km            | 2002–2004                                       | 38 Mio. Złoty (9 Mio. Euro)                     | 10. Dezember 2004                               | −                                       |
| Knoten Kobylanka – Knoten Stargard-Zachód Umgehung Kobylanka, Morzyczyn, Zieleniewo | 006,4 km            | 2004–2008                                       | 103 Mio. Złoty (27 Mio. Euro)                   | 14. September 2007                              | südlich gelegene Fahrbahn               |
| Knoten Kobylanka – Knoten Stargard-Zachód Umgehung Kobylanka, Morzyczyn, Zieleniewo | 006,4 km            | 2017–2020                                       | 57 Mio. Złoty (17 Mio. Euro)                    | 28. November 2020                               | nördlich gelegene Fahrbahn              |
| Knoten Stargard-Zachód – Knoten Stargard-Wschód (Umgehung von Stargard)             | 013,5 km            | 2008–2009                                       | 292 Mio. Złoty (70 Mio. Euro)                   | 21. Dezember 2009                               | −                                       |
| Knoten Wałcz-Zachód – Knoten Witankowo (Umgehung von Wałcz)                         | 017,8 km            | 2015–2020                                       | 430 Mio. Złoty (108 Mio. Euro)                  | 19. Dezember 2020                               | -                                       |
| Umgehung von Wyrzysk                                                                | 007,8 km            | 2008–2010                                       | 160 Mio. Złoty (39 Mio. Euro)                   | 16. Dezember 2009                               | eine Fahrbahn                           |
| Knoten Bydgoszcz-Zachód – Knoten Bydgoszcz-Błonie (1)                               | 007,0 km            | Realisierung als Abschnitt der Schnellstraße S5 | Realisierung als Abschnitt der Schnellstraße S5 | Realisierung als Abschnitt der Schnellstraße S5 | -                                       |
| Knoten Bydgoszcz-Błonie – Knoten Bydgoszcz-Południe                                 | 010,4 km            | 2008–2009                                       | 371 Mio. Złoty (89 Mio. Euro)                   | 18. Dezember 2009                               | −                                       |
| Knoten Toruń-Zachód – Knoten Toruń-Południe (Umgehung Toruń)                        | 011,3 km            | 2004–2005                                       | 64 Mio. Złoty (16 Mio. Euro)                    | 16. November 2005                               | eine Fahrbahn                           |
| Knoten Toruń-Południe – Knoten Toruń-Wschód (2)                                     | 009,7 km            | Realisiert als Abschnitt der Autobahn A1        | Realisiert als Abschnitt der Autobahn A1        | Realisiert als Abschnitt der Autobahn A1        | mautpflichtig künftig kein Teil der S10 |
| Knoten Knoten Toruń-Południe – Knoten Włocławek-Północ (2)                          | 034,5 km            | Realisiert als Abschnitt der Autobahn A1        | Realisiert als Abschnitt der Autobahn A1        | Realisiert als Abschnitt der Autobahn A1        | derzeit kein Teil der S10               |
| Summe                                                                               | 115,2 km 073,7 km * |                                                 | 1,46 Mrd. Złoty (358 Mio. Euro)                 |                                                 |                                         |

### Stadtgrenze Stettin – Kobylanka
Dieser 6 km lange Abschnitt führt von der Stadtgrenze Stettins bis zum Knoten Motaniec / Kobylanka und ist mit zwei Fahrbahnen mit jeweils zwei Fahrstreifen ausgestattet. Dieses Teilstück wurde nach 26 Monaten Bauzeit fertiggestellt und am 10. Dezember 2004 wurde diese Strecke dem Verkehr übergeben. Die Baukosten dieses Abschnittes beliefen sich auf 38 Mio. Złoty (8,8 Mio. Euro). Eine Hochstufung dieses Abschnittes zur Schnellstraße ist nach der Fertigstellung der Straße Niedźwiedz - Zdunowo erfolgt, da hiermit eine Alternativroute für Fahrzeuge, die für Schnellstraßen nicht zugelassen sind, existiert.

### Umgehung von Kobylanka, Morzyczyn, Zieleniewo
Dieser 6,4 km lange Abschnitt führt vom Knoten Kobylanka bis zum Knoten Stargard-Zachód und ist mit einer Fahrbahn mit zwei Fahrstreifen ausgestattet. Innerhalb von 12 Monaten hat man diese Straße fertiggestellt und am 14. September 2007 wurde diese Strecke eröffnet, jedoch nicht als Schnellstraße ausgeschildert. Aufgrund vieler Unfälle auf dieser Strecke wurde am 17. November 2014 eine Seilsperre zwischen den Fahrstreifen aufgestellt, wodurch das Auffahren auf die Gegenfahrbahn unmöglich ist. Aufgrund des erhöhtem Verkehrsaufkommens und der vielen Unfälle auf der Strecke entschied man sich, eine zweite Fahrbahn zu errichten. Seit dem 28. November 2020 ist der Abschnitt mit zwei Fahrbahnen ausgestattet.

### Umgehung von Stargard
Dieser 13,5 km lange Abschnitt führt vom Knoten Stargard-Zachód bis zum Knoten Stargard-Wschód und ist mit zwei Fahrbahnen mit jeweils zwei Fahrstreifen ausgestattet. Innerhalb 19 Monaten wurde dieser Abschnitt von 2008 bis 2009 gebaut und am 21. Dezember 2009 dem Verkehr freigegeben. Die Baukosten beliefen sich auf 339 Mio. Złoty (79 Mio. Euro).

### Umgehung von Wyrzysk
Dieser 7,8 km lange Abschnitt führt vom Knoten Wyrzysk bis zum Knoten Łobżenica und ist vorerst mit nur einer Fahrbahn mit zwei Fahrstreifen ausgebaut. Alle Bauwerke sind so ausgeführt, dass der Ausbau mit einer zweiten Fahrbahn kurzfristig erfolgen kann. Innerhalb von 19 Monaten wurde dieser Abschnitt von 2008 bis 2009 gebaut und am 16. Dezember 2009 wurde dieser Abschnitt dem Verkehr freigegeben. Die Baukosten beliefen sich auf 160 Mio. Złoty (39 Mio. Euro).

## Im Bau befindliche Abschnitte
| Abschnitt                                               | Länge    | Vertragsunterzeichnung | Bauzeit   | Baukosten                         | geplante Fertigstellung |
| ------------------------------------------------------- | -------- | ---------------------- | --------- | --------------------------------- | ----------------------- |
| Knoten Szczecin-Kijewo (A6/S3) – Stadtgrenze Stettin    | 004,3 km | 27. Januar 2025        | 2025–2028 | 204 Mio. Złoty (48 Mio. Euro)     | Dezember 2028           |
| Knoten Stargard-Wschód – Knoten Suchań                  | 013,8 km | 5. Juli 2024           | 2024–2028 | 450 Mio. Złoty (105 Mio. Euro)    | Juni 2028               |
| Knoten Suchań – Knoten Recz                             | 019,6 km | 24. Mai 2024           | 2024–2028 | 668 Mio. Złoty (157 Mio. Euro)    | Mai 2028                |
| Knoten Recz – Knoten Cybowo                             | 015,2 km | 5. Juli 2024           | 2024–2028 | 647 Mio. Złoty (151 Mio. Euro)    | Juni 2028               |
| Knoten Cybowo – Knoten Łowicz Wałecki                   | 016,6 km | 20. Juni 2024          | 2024–2028 | 592 Mio. Złoty (137 Mio. Euro)    | Juni 2028               |
| Knoten Łowicz Wałecki – Knoten Piecnik                  | 014,9 km | 30. Oktober 2024       | 2024–2028 | 538 Mio. Złoty (124 Mio. Euro)    | Juli 2028               |
| Knoten Piecnik – Knoten Wałcz-Zachód                    | 016,0 km | 24. Mai 2024           | 2024–2028 | 552 Mio. Złoty (130 Mio. Euro)    | Mai 2028                |
| Knoten Witankowo – Knoten Piła-Północ (S11)             | 013,4 km | 03. Juli 2024          | 2024–2028 | 721 Mio. Złoty (168 Mio. Euro)    | Juni 2028               |
| Knoten Bydgoszcz-Południe – Knoten Bydgoszcz-Emilianowo | 008,9 km | 6. Mai 2022            | 2022–2026 | 411 Mio. Złoty (87 Mio. Euro)     | September 2026          |
| Knoten Bydgoszcz-Emilianowo – Knoten Solec Kujawski     | 008,6 km | 6. September 2022      | 2022–2026 | 240 Mio. Złoty (51 Mio. Euro)     | November 2026           |
| Knoten Solec Kujawski – Knoten Toruń-Zachód             | 021,2 km | 6. Mai 2022            | 2025–2027 | 426 Mio. Złoty (91 Mio. Euro)     | Mitte 2027              |
| Knoten Toruń-Zachód − Knoten Toruń-Południe (3)         | 011,3 km | 24. Januar 2023        | 2024–2027 | 339,9 Mio. Złoty (72,1 Mio. Euro) | I. Quartal 2027         |
| Summe                                                   | 152,5 km |                        |           | 5,78 Mrd. Złoty (1,32 Mrd. Euro)  |                         |

## Geplante Abschnitte
| Abschnitt                                                                                  | Länge    | geplante Bauzeit | voraussichtliche Baukosten       |
| ------------------------------------------------------------------------------------------ | -------- | ---------------- | -------------------------------- |
| Knoten Koszyce / Piła-Północ – Knoten Łobżenica / Wyrzysk-Zachód                           | 035,0 km | unbekannt        | 2,87 Mrd. Złoty (718 Mio. Euro)  |
| Knoten Łobżenica / Wyrzysk-Zachód – Knoten Wyrzysk / Wyrzysk-Wschód (Umgehung Wyrzysk) (3) | 007,8 km | unbekannt        | 2,87 Mrd. Złoty (718 Mio. Euro)  |
| Knoten Wyrzysk / Wyrzysk-Wschód – Knoten Bydgoszcz-Zachód                                  | 041,0 km | unbekannt        | 2,87 Mrd. Złoty (718 Mio. Euro)  |
| Knoten Wrocławek-Zachód – Grenze W. Kujawien-Pommern/W. Masowien                           | ≈040 km  | unbekannt        | 4,64 Mrd. Złoty (1,16 Mrd. Euro) |
| Grenze W. Kujawien-Pommern/W. Masowien – Naruszewo (S50)                                   | ≈060 km  | unbekannt        | 4,64 Mrd. Złoty (1,16 Mrd. Euro) |
| Summe                                                                                      | 181,8 km |                  | 7,51 Mrd. Złoty (1,88 Mrd. Euro) |

## Besonderheiten
Der Abschnitt zwischen den Knoten Toruń-Południe und Toruń-Wschód stellt eine gemeinsame Strecke mit der Autobahn A1 dar und ist daher mautpflichtig. Im Bereich von Piła sollen die S10 und die Schnellstraße S11 auf der gleichen Trasse verlaufen, im Raum Bydgoszcz soll die S10 gemeinsam mit der S5 geführt werden. Die Umfahrung von Wyrzysk ist vorerst mit nur einer Richtungsfahrbahn ausgebaut.